# Liste der Naturdenkmale in Deimberg
Die Liste der Naturdenkmale in Deimberg nennt die im Gemeindegebiet von Deimberg ausgewiesenen Naturdenkmale (Stand 27. April 2024).

## Naturdenkmale
| Nr.         | Bezeichnung | Lage                              | Beschreibung | Bild                                    |
| ----------- | ----------- | --------------------------------- | ------------ | --------------------------------------- |
| ND-7336-392 | Alte Eiche  | Dorfstraße, auf dem Friedhof Lage | Quercus sp.  | Direkt Bild zu diesem Denkmal hochladen |